# Saison 1 de Finding Carter
Chronologie
Saison 2 de Finding Carter
Cet article présente le guide des épisodes de la première saison de la série télévisée américaine Finding Carter.

## Généralités
- Aux États-Unis, la saison a été diffusée du 8 juillet 2014 au 16 septembre 2014.
- Au Canada, elle a été diffusée en simultanée sur MTV (Canada).
- En France, la saison a été diffusée du 27 mars 2015 au 1er mai 2015 sur MTV France.
- Au Québec, elle a été diffusée du 31 mars 2015 au 16 juin 2015 sur VRAK.

## Distribution

### Acteurs principaux
- Kathryn Prescott : Carter Stevens (née Lyndon Wilson)
- Cynthia Watros : Elizabeth Wilson
- Alexis Denisof : David Wilson
- Anna Jacoby-Heron : Taylor Wilson
- Zac Pullam (de) : Grant Wilson

### Acteurs récurrents
- Milena Govich : Lori Stevens
- Alex Saxon : Max
- Vanessa Morgan : Beatrix « Bird »
- Jesse Henderson : Gabe
- Jesse Carere (en) : Ofe
- Caleb Ruminer (tr) : Cameron « Crash » Mason
- Eddie Matos (en) : Kyle
- Meredith Baxter : Grand-mère Joan
- Robert Pine : Grand-père Buddy
- Stephen Guarino (en) : Toby
- Andi Osho : Susan Sherman

## Épisodes

### Épisode 1:Nouvelle Vie
- États-Unis /  Canada : 8 juillet 2014 sur MTV[1] / MTV (Canada)
- France : 27 mars 2015 sur MTV France[2]
- Québec : 31 mars 2015 sur VRAK[3]

- États-Unis : 1,69 million de téléspectateurs[4] (première diffusion)

### Épisode 2:Les Oiseaux
- États-Unis /  Canada : 8 juillet 2014 sur MTV / MTV (Canada)
- France : 27 mars 2015 sur MTV France
- Québec : 7 avril 2015 sur VRAK

- États-Unis : 1,44 million de téléspectateurs[4] (première diffusion)

### Épisode 3:Sang froid
- États-Unis /  Canada : 15 juillet 2014 sur MTV / MTV (Canada)
- France : 3 avril 2015 sur MTV France
- Québec : 14 avril 2015 sur VRAK

- États-Unis : 1,27 million de téléspectateurs[5] (première diffusion)

### Épisode 4:Insaisissables
- États-Unis /  Canada : 22 juillet 2014 sur MTV / MTV (Canada)
- France : 3 avril 2015 sur MTV France
- Québec : 21 avril 2015 sur VRAK

- États-Unis : 1,22 million de téléspectateurs[6] (première diffusion)

### Épisode 5:Les Flingueuses
- États-Unis /  Canada : 29 juillet 2014 sur MTV / MTV (Canada)
- France : 10 avril 2015 sur MTV France
- Québec : 28 avril 2015 sur VRAK

- États-Unis : 990 000 téléspectateurs[7] (première diffusion)

### Épisode 6:Le Fugitif
- États-Unis /  Canada : 5 août 2014 sur MTV / MTV (Canada)
- France : 10 avril 2015 sur MTV France
- Québec : 5 mai 2015 sur VRAK

- États-Unis : 1,19 million de téléspectateurs[8] (première diffusion)

### Épisode 7:Balance Maman hors du train
- États-Unis /  Canada : 12 août 2014 sur MTV / MTV (Canada)
- France : 17 avril 2015 sur MTV France
- Québec : 12 mai 2015 sur VRAK

- États-Unis : 944 000 téléspectateurs[9] (première diffusion)

### Épisode 8:Les Fumistes
- États-Unis /  Canada : 19 août 2014 sur MTV / MTV (Canada)
- France : 17 avril 2015 sur MTV France
- Québec : 19 mai 2015 sur VRAK

- États-Unis : 1,12 million de téléspectateurs[10] (première diffusion)

### Épisode 9:La Pizzeria en révolte
- États-Unis /  Canada : 26 août 2014 sur MTV / MTV (Canada)
- France : 24 avril 2015 sur MTV France
- Québec : 26 mai 2015 sur VRAK

- États-Unis : 1,01 million de téléspectateurs[11] (première diffusion)

### Épisode 10:Une histoire d'amour
- États-Unis /  Canada : 2 septembre 2014 sur MTV / MTV (Canada)
- France : 24 avril 2015 sur MTV France
- Québec : 2 juin 2015 sur VRAK

- États-Unis : 973 000 téléspectateurs[12] (première diffusion)

### Épisode 11:Le Privé
- États-Unis /  Canada : 9 septembre 2014 sur MTV / MTV (Canada)
- France : 1er mai 2015 sur MTV France
- Québec : 9 juin 2015 sur VRAK

- États-Unis : 888 000 téléspectateurs[13] (première diffusion)

### Épisode 12:Photo obsession
- États-Unis /  Canada : 16 septembre 2014 sur MTV[14] / MTV (Canada)
- France : 1er mai 2015 sur MTV France
- Québec : 16 juin 2015 sur VRAK

- États-Unis : 999 000 téléspectateurs[15] (première diffusion)